# 维索萨
维索萨是巴西阿拉戈斯州的一个市镇。总面积354.76平方公里，总人口25830人，人口密度72.8人/平方公里。